# Bonnes (Viena)
Bonnes és un municipi francès situat al departament de la Viena i a la regió de la Nova Aquitània. L'any 2007 tenia 1.669 habitants.

## Demografia

### Població
El 2007 la població de fet de Bonnes era de 1.669 persones. Hi havia 677 famílies de les quals 174 eren unipersonals (89 homes vivint sols i 85 dones vivint soles), 227 parelles sense fills, 239 parelles amb fills i 37 famílies monoparentals amb fills.
La població ha evolucionat segons el següent gràfic:
Habitants censats

### Habitatges
El 2007 hi havia 820 habitatges, 692 eren l'habitatge principal de la família, 94 eren segones residències i 34 estaven desocupats. 796 eren cases i 19 eren apartaments. Dels 692 habitatges principals, 543 estaven ocupats pels seus propietaris, 131 estaven llogats i ocupats pels llogaters i 18 estaven cedits a títol gratuït; 4 tenien una cambra, 39 en tenien dues, 114 en tenien tres, 219 en tenien quatre i 316 en tenien cinc o més. 525 habitatges disposaven pel capbaix d'una plaça de pàrquing. A 274 habitatges hi havia un automòbil i a 366 n'hi havia dos o més.

### Piràmide de població
La piràmide de població per edats i sexe el 2009 era:
| Homes | Edats   | Dones |
| ----- | ------- | ----- |
| 0     | 95 o +  | 4     |
| 0     | 90 a 94 | 0     |
| 12    | 85 a 89 | 20    |
| 20    | 80 a 84 | 32    |
| 16    | 75 a 79 | 36    |
| 28    | 70 a 74 | 32    |
| 36    | 65 a 69 | 28    |
| 36    | 60 a 64 | 40    |
| 16    | 55 a 59 | 28    |
| 56    | 50 a 54 | 28    |
| 48    | 45 a 49 | 48    |
| 48    | 40 a 44 | 76    |
| 84    | 35 a 39 | 80    |
| 80    | 30 a 34 | 44    |
| 24    | 25 a 29 | 52    |
| 28    | 20 a 24 | 48    |
| 45    | 15 a 19 | 40    |
| 32    | 10 a 14 | 44    |
| 48    | 5 a 9   | 52    |
| 80    | 0 a 4   | 48    |

## Economia
El 2007 la població en edat de treballar era de 1.049 persones, 814 eren actives i 235 eren inactives. De les 814 persones actives 761 estaven ocupades (405 homes i 356 dones) i 53 estaven aturades (25 homes i 28 dones). De les 235 persones inactives 103 estaven jubilades, 72 estaven estudiant i 60 estaven classificades com a «altres inactius».

### Ingressos
El 2009 a Bonnes hi havia 711 unitats fiscals que integraven 1.713 persones, la mediana anual d'ingressos fiscals per persona era de 18.681 €.

### Activitats econòmiques
Dels 46 establiments que hi havia el 2007, 1 era d'una empresa alimentària, 2 d'empreses de fabricació d'altres productes industrials, 11 d'empreses de construcció, 6 d'empreses de comerç i reparació d'automòbils, 2 d'empreses de transport, 3 d'empreses d'hostatgeria i restauració, 1 d'una empresa d'informació i comunicació, 1 d'una empresa financera, 1 d'una empresa immobiliària, 10 d'empreses de serveis, 5 d'entitats de l'administració pública i 3 d'empreses classificades com a «altres activitats de serveis».
Dels 15 establiments de servei als particulars que hi havia el 2009, 1 era una oficina de correu, 1 taller de reparació d'automòbils i de material agrícola, 1 paleta, 2 guixaires pintors, 3 fusteries, 3 lampisteries, 1 electricista, 2 perruqueries i 1 restaurant.
Dels 3 establiments comercials que hi havia el 2009, 1 era una botiga de menys de 120 m², 1 una fleca i 1 una perfumeria.
L'any 2000 a Bonnes hi havia 27 explotacions agrícoles que ocupaven un total de 1.648 hectàrees.

## Equipaments sanitaris i escolars
L'únic equipament sanitari que hi havia el 2009 era una farmàcia.
El 2009 hi havia una escola elemental.

## Poblacions properes
El següent diagrama mostra les poblacions més properes.